# 西川きよしのバンザイ家族
西川きよしのバンザイ家族（にしかわきよしのばんざいかぞく）は、2005年4月24日から2007年2月23日までNHKBS2で放送されたテレビ番組である。

## 概要
家族を大切にするタレント西川きよしが中心となった家族をテーマにしたNHK大阪ホールで公開収録のバラエティ番組である。関西在住の楽しい家族を招いてのトークショーと家族の絆を描く人情コメディーの2部構成であった。

## 出演者
- 西川きよし
- 小川菜摘（2005年度）
- 西川ヘレン（2006年度。きよしの妻）

## 放送日
1. 2005年4月24日
2. 2005年5月29日
3. 2005年6月19日
4. 2005年7月17日
5. 2005年10月2日
6. 2005年10月16日
7. 2005年11月27日
8. 2005年12月18日
9. 2006年4月28日
10. 2006年5月26日
11. 2006年6月23日
12. 2006年9月22日
13. 2006年10月27日
14. 2006年11月24日
15. 2007年1月26日
16. 2007年2月23日